# Entrenamiento de Voluntario - los desconcertantes enigmas
Entrenamiento de Voluntario: los desconcertantes enigmas (Volunteer Training: The Puzzling Puzzles) es un libro derivado de Una serie de catastróficas desdichas. El libro toma la forma de un manual de entrenamiento de la organización V.F.D., y se encuentra lleno de enigmas relacionados con Una Serie de Catastróficas Desdichas. El libro sigue la continuidad de los libros y de la película, haciendo referencia a los catalejos de la película y al Código Sebald de los libros. Muchos de los enigmas son imposibles de responder o son simples preguntas falsas; en una de las preguntas se muestra la imagen en blanco y negro de un restaurante, y la pregunta pide que responda ¿cuál es el color de los calcetines del maitred?, y otra pregunta ¿cuántos catalejos hay?, y algunas están escondidas.
La última página se encuentra impresa al revés con el mensaje "Si eres un villano que espía ó un espía villano, lamentamos decirte que esta página completa es un error tipográfico", antes de seguir dándoles la bienvenida a los lectores en V.F.D.  